# Ludwig Huber (Regierungspräsident)
Ludwig Huber (* 26. Mai 1868 in München; † 13. März 1931 ebenda) war ein deutscher Jurist, Verwaltungsbeamter und Politiker.

## Leben und Beruf
Huber studierte bis 1890 Rechtswissenschaften in München, trat anschließend in den bayerischen Verwaltungsdienst ein. 1893 legte er den Staatskonkurs ab und wurde Assessor. Ein Jahr später war er als Rechtspraktikant bei der Regierung von Oberbayern tätig. 1896 wurde er Bezirksamtsassessor in Wasserburg.
Er wurde 1900 ins bayerische Innenministerium berufen, bestand 1903 das zweite juristische Staatsexamen und war danach Regierungsassessor. 1905 ging er als Bezirksamtmann zurück nach Wasserburg, wechselte aber 1907 an das bayerische Innenministerium. Hier wurde er 1908 Regierungsrat und am 1. September 1910 Oberregierungsrat. Ab 1. November 1912 führte er den Titel und Rang eines Ministerialrates und erhielt den Titel am 1. Mai 1915 regulär.
Vom 1. Oktober 1916 bis 19. August 1920 war er zusätzlich stellvertretender Bevollmächtigter Bayerns zum Reichsrat und Bundesrat, ab 26. März 1918 mit Titel und Rand eines Ministerialdirektors.

## Öffentliche Ämter
Huber amtierte 1920 bis 1922 als Unterstaatssekretär im Reichsministerium für Ernährung und Landwirtschaft. Am 1. April 1922 wurde er auf seinen Antrag hin aus gesundheitlichen Gründen in den einstweiligen Ruhestand versetzt.
Von 1922 bis 1928 war er Regierungspräsident der Bezirksregierung von Mittelfranken. Am 1. Juli 1928 ging er in den Ruhestand.